# Medusandra
Medusandra là một chi thực vật hạt kín hiện nay được xếp trong họ Peridiscaceae. Nó có 2 loài, Medusandra richardsiana và Medusandra mpomiana. M. richardsiana là loài phổ biến và được biết đến nhiều hơn cả. Cả hai loài đều là bản địa của Cameroon và các quốc gia cận kề.
Medusandra do John Brenan đặt tên năm 1952. Brenan đặt Medusandra trong họ của chính nó là Medusandraceae, và bổ sung chi Soyauxia vào họ này trong năm 1953.. Tuy nhiên, phần lớn các tác giả khác chỉ coi họ Medusandraceae là đơn chi và đặt Soyauxia ở nơi khác. Miêu tả chi tiết của chi Medusandra do John Hutchinson công bố năm 1973.
Khi hệ thống APG II được Angiosperm Phylogeny Group công bố năm 2003, Medusandra và Soyauxia được liệt kê trong phụ lục có tên gọi "taxa of uncertain position" (các đơn vị phân loại có vị trí không chắc chắn). Nghiên cứu phát sinh chủng loài phân tử đầu tiên để gộp Medusandra xuất hiện năm 2009. Nó chỉ ra rằng Medusandra là đơn vị có quan hệ chị em với nhánh chứa Soyauxia, Peridiscus, và theo suy luận là cả Whittonia. Cả ba chi này đều thuộc họ Peridiscaceae và các tác giả, Kenneth Wurdack cùng Charles Davis, đã khuyến cáo đặt Medusandra trong họ Peridiscaceae. Khi hệ thống APG III được công bố tháng 10 năm 2009, họ Peridiscaceae đã được mở rộng để gộp cả hai chi Medusandra và Soyauxia